# Benalia Benelkadi
Benalia Benelkadi, né le 15 février 1913 à Sidi Aïssa (près de M'Sila, en Algérie) et décédé le 16 mai 1997 à Fontenay-aux-Roses (France), est un homme politique algérien. Il fut député de la Ire législature de la Cinquième République française entre 1958 et 1962.